# Rōnin (học sinh)
Ở Nhật Bản, rōnin (浪人) là một học sinh vừa mới tốt nghiệp THCS hoặc THPT nhưng chưa đủ điều kiện để nhập học tiếp ở bậc cao hơn, vậy nên họ phải ôn luyện bên ngoài hệ thống nhà trường chính khóa hướng tới đầu vào trong một năm nào đó ở tương lai. Rōnin có thể ôn tập tại một cơ sở giáo dục gọi là yobikō.